# Batalla de Kopidnadon
La batalla de Kopidnadon (en griego: Kpidnadon (Κοπίδναδον) o Kopidnados (Κοπίδναδος)) se disputó en septiembre del 788, entre el ejército del Califato abasí y el del Imperio bizantino. El ejército abasí, que había emprendido una invasión del Asia Menor bizantina, se enfrentó a una fuerza bizantina en Kopidnadon. La batalla que siguió terminó con la victoria de los árabes. Entre las bajas bizantinas estaba un tal Diógenes, que algunos estudiosos identifican como el probable modelo del héroe épico literario Digenis Acritas.

## Antecedentes
Desde la última tentativa árabe fracasada de conquistar la capital bizantina de Constantinopla, las fuerzas califales realizaban casi todos los años incursiones regulares en el Asia Menor bizantina. En el 782, una gran invasión, con el heredero al trono abasí al frente, Harún al-Rashid (786-809), concluyó con una derrota bizantina humillante que obligó a los bizantinos a negociar una tregua a cambio de un pago anual de ciento sesenta mil nomismas de oro.
En el 785, la emperatriz regente Irene de Atenas decidió dejar de pagar el tributo y la guerra se reanudó. Los árabes invadieron el thema de armeníacos, pero a comienzos del 786 los bizantinos contraatacaron saqueando y arrasando la ciudad fortaleza de Hadath en Cilicia; los abasíes habían empleado los cinco años anteriores en transformarla en una gran fortificación y base militar para sus expediciones allende las fronteras bizantinas.

## Batalla

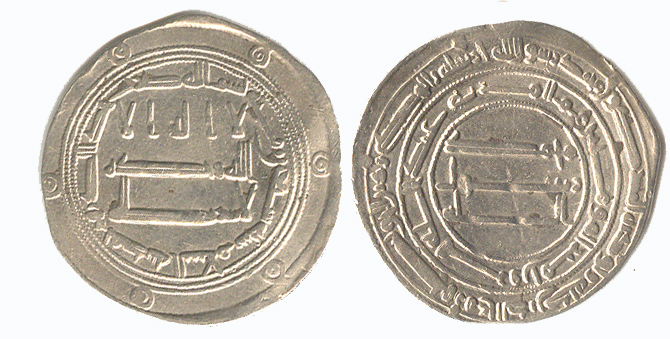
Dirham de plata de Harún al-Rashid (786-809).

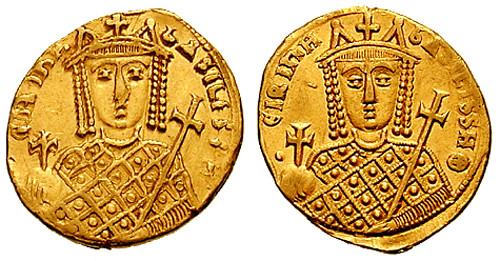
Sólido de Irene de Atenas.

Tras el ascenso de Harún al-Rashid al trono del califato en el 786, las incursiones emprendidas los dos años siguientes por los árabes fueron relativamente menores; la primera gran invasión del nuevo reinado ocurrió en el 788, cuando una gran hueste cruzó las Puertas Cilicias en dirección al thema anatólico. Aunque la campaña no se menciona en las fuentes árabes, su descripción por el cronista bizantino Teófanes el Confesor indica que fue una gran invasión, que afrontaron las unidades militares de dos de los más poderosos ejércitos temáticos bizantinos, los del thema anatólico y el opsiciano.
El lugar donde se libró la batalla aparece como «Kopidnados» o «Kopidnadon» en Teófanes, un nombre que no se emplea en otras fuentes. Estudiosos modernos, comenzando con Henri Grégoire en 1932, han identificado el lugar como la ciudad de Podandos, en la entrada occidental de las Puertas Cilicias. Según el breve relato de Teófanes, la batalla terminó en sangrienta derrota para los bizantinos, que perdieron muchos soldados y oficiales, incluyendo los miembros de la tagma de las escuelas palatinas que la emperatriz había sido proscrito a las provincias en el 786 por su apoyo continuo a la iconoclasia. Teófanes también destaca la pérdida del competente oficial Diógenes, un turmarca (comandante divisional) de los anatólicos.

## Impacto
El impacto inmediato de la derrota bizantina parece haber sido mínimo: las pérdidas fueron graves pero asumibles y la devastación de las regiones circundantes parece haber sido mínima. En términos materiales, hay, por lo tanto, poco que distinga la derrota en Kopidnados de las habituales correrías árabes. Marcó, sin embargo, la reanudación de la guerra fronteriza a gran escala después de la calma relativa que se vivía desde el 782, fase que continuó hasta la muerte de al-Rashid en 809 y la subsiguiente guerra civil abasí. Tal vez la principal consecuencia a largo plazo de la batalla haya sido la muerte del turmarca Diógenes: debido a la inusual atención que le dedica Teófanes en su obra, Henri Grégoire identifica este Diógenes con el arquetipo original del héroe épico posterior Digenis Acritas.